# پادشاه (فیلم کره جنوبی ۲۰۱۷)
پادشاه (انگلیسی: The King؛‏ کره‌ای: 더킹) فیلم درام جنایی محصول سال ۲۰۱۷ کره جنوبی به نویسندگی و کارگردانی هان جه ریم و با بازی جو این سونگ، جونگ وو سونگ، به سونگ وو، ریو جون یول، کیم یی سونگ و کیم آه جونگ است. این فیلم در ۱۸ ژانویه ۲۰۱۷ منتشر شد.

## بازیگران
- جو این سونگ در نقش پارک ته سو
- جونگ وو سونگ در نقش هان کانگ شیک[۶]
- به سونگ وو در نقش یانگ دونگ چول
- ریو جون یول در نقش چوی دو ایل[۷]
- کیم یی سونگ در نقش کیم اونگ سو
- کیم آه جونگ در نقش سانگ هی[۸]
- کیم مین جه در نقش بک گی جا
- جونگ سونگ مو در نقش پارک میونگ هون
- جونگ اون چه در نقش پارک شی یون
- کیم سو جین در نقش آن هی یون
- هوانگ سونگ اون در نقش جون هی سونگ
- اوه ده هوان در نقش سونگ بک هو
- جونگ این گی در نقش دادستان ارشد
- سونگ یونگ چانگ در نقش لی هاک چول
- گو آه سونگ در نقش کیم یانگ
- پارک جونگ مین در نقش هو گی هون
- جو وو جین در نقش کارآگاهِ پارک ته سو
- جانگ میونگ گاب در نقش اوم هیون گی
- هان سو یون در نقش میزبان
- لی جو یون در نقش چا می ریون[۹]
- لی یول اوم در نقش اول سون
- ریوجین در نقش جی مین[۱۰]
- پارک جی هونگ در نقش دوستِ ته سو
- چوی یونگ دو در نقش مرد درگیر در یک تصادف
- می سوک در نقش عضو گنگ ۲
- سونگ دونگ ایل در نقش معلمِ ته سو

## تولید
نخستین جلسه فیلم‌نامه خوانی در اواخر ژانویه ۲۰۱۶ برگزار شد. تصویربرداری اصلی در ۴ فوریه ۲۰۱۶ آغاز شد و در ۳ ژوئیه ۲۰۱۶ به پایان رسید. فیلم‌برداری در سئول، ده‌جون و بوسان در کره جنوبی انجام شد.